# NGC 7290
NGC 7290 (również PGC 68942 lub UGC 12045) – galaktyka spiralna (Sbc), znajdująca się w gwiazdozbiorze Pegaza. Odkrył ją Albert Marth 7 sierpnia 1864 roku.
W galaktyce tej zaobserwowano supernową SN 2000el.